# Macrolobium latifolium
Macrolobium latifolium là một loài thực vật có hoa trong họ Đậu. Loài này được Vogel miêu tả khoa học đầu tiên.

## Hình ảnh

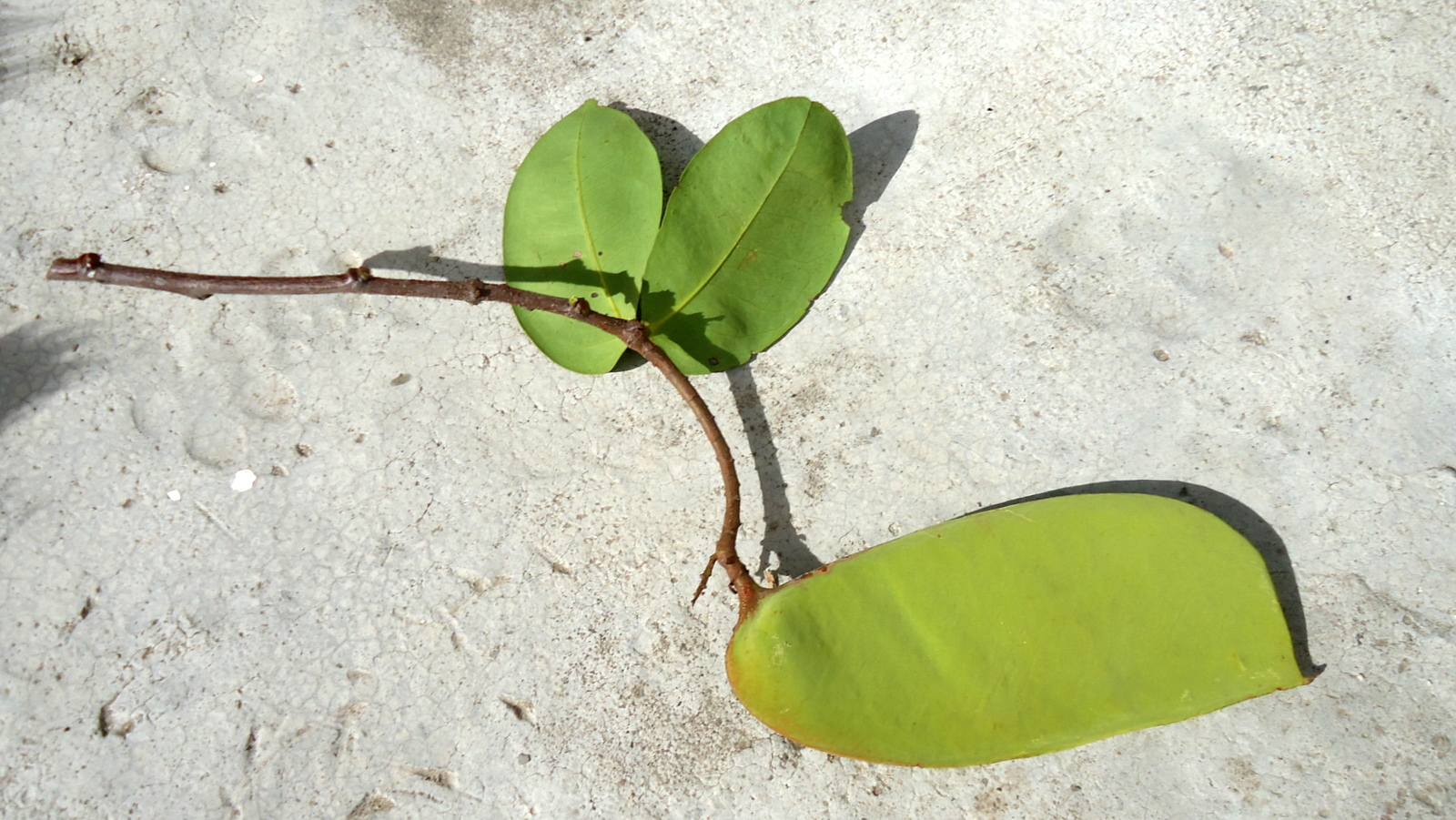
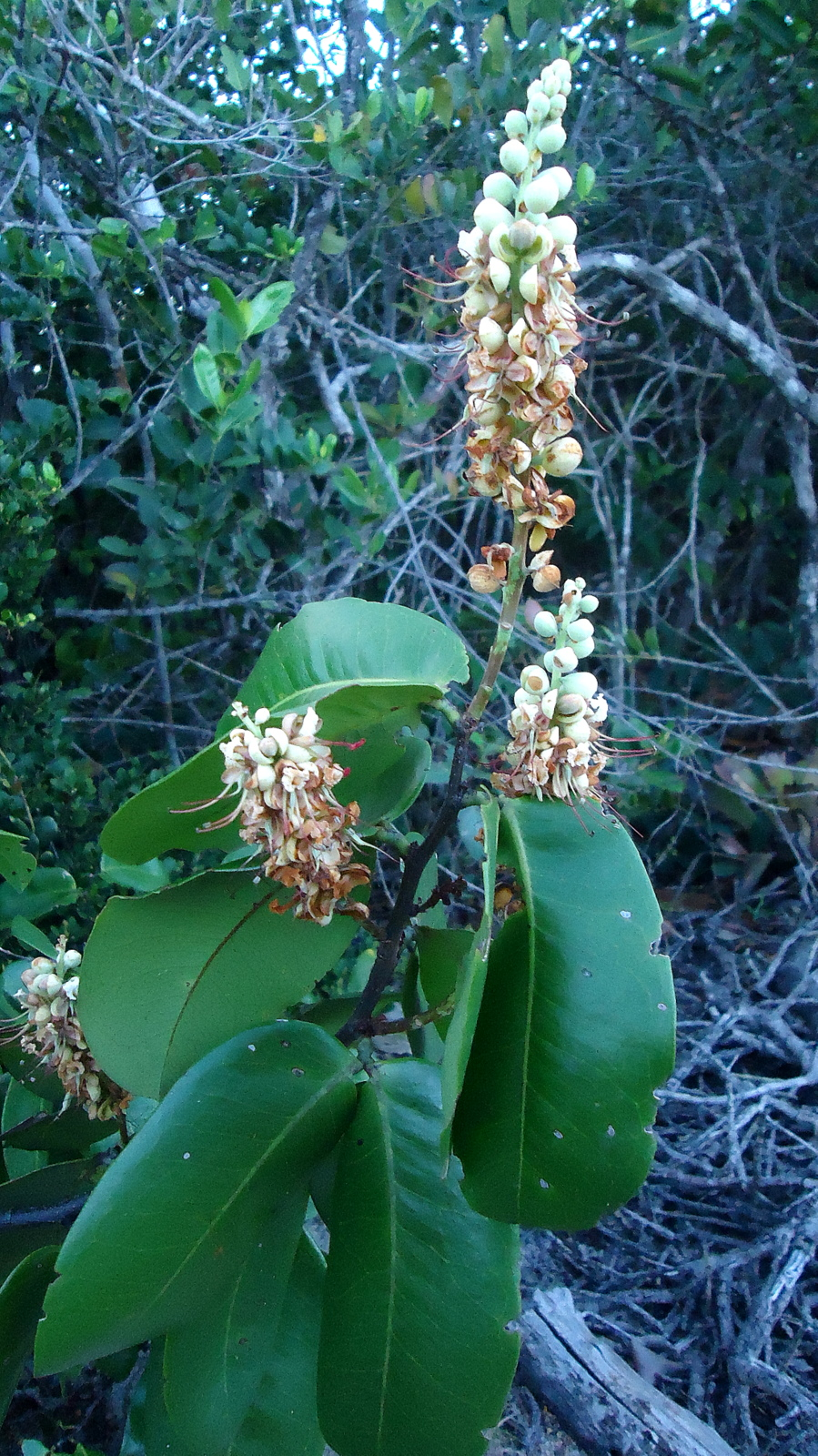